# Grindsamhälle

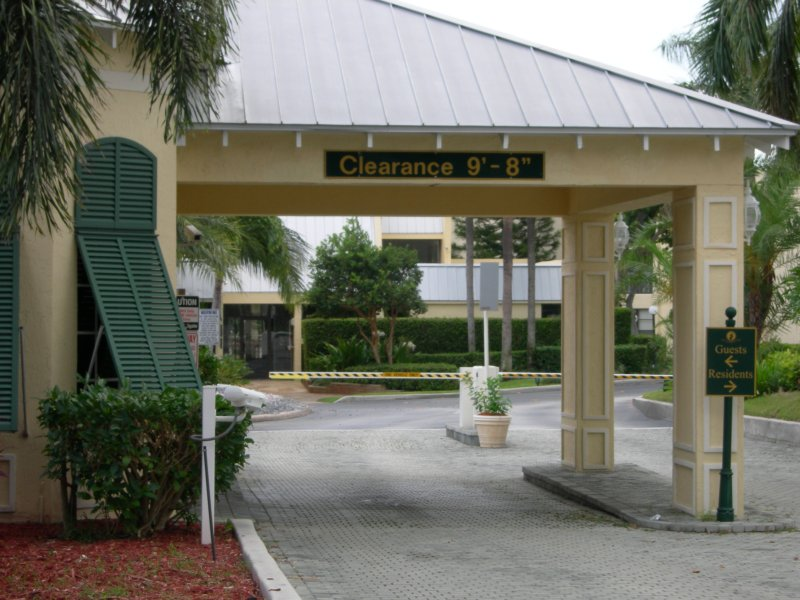
Infart till grindsamhället Boca Bayou condominiums i Boca Raton i Florida, USA, augusti 2005.

Grindsamhälle (engelska: gated community) är en stadsdel eller ett bostadsområde, som är avskilt från omvärlden med någon form av tillträdeskontroll för inpasserande. Denna inhägnad kan bestå av grindar, bommar, stängsel och övervakning och i vissa fall även murar.
Ursprungligen var det vanligt i bland annat Sydafrika, Brasilien och Angola, men har sedan 1980-talets slut och 1990-talets början spridits över världen, bland annat till USA. 

## Definition
Det finns ingen entydig definition av vad ett grindsamhällen är. Författarna Blakely och Snyder delar in amerikanska grindsamhällen i tre kategorier: Livsstilsboenden, exklusiva elitboenden och säkerhetszoner.
- Livsstilsboenden är färdiga livsstilspaket som till exempel pensionärsboenden eller golf- och fritidsboenden. Det är ofta den första formen av grindsamhälle som dyker upp på en plats.
- Elitboenden bygger enligt Blakely och Snyder i första hand på ekonomisk klass och social status.
- Säkerhetszoner uppstår ur ett upplevt behov av att skydda sig själv och sitt boende.

## Debatt

### Säkerhet
De ursprungliga grindsamhällena i bland annat Sydafrika byggdes i brottspreventiva syften, som en reaktion mot den höga våldsbrottsligheten. Trygghet och säkerhet för boende innanför inhägnaden är ett återkommande argument för att flytta till grindsamhällen. En studie publicerad 2013 av Lynn Addington, professor på Department of Justice, Law & Society vid American University i Washington, fann också att antalet inbrott är 33% färre i grindsamhällen. Studien efterlyser dock mer forskning om andra typer av brottslighet som våld i nära relationer och vandalism.  
Flera studier visar å andra sidan att grindsamhällen erbjuder en falsk känsla av säkerhet, och inte minskar risken att utsättas för brott. En studie från 2014 visade att grindsamhällen i staden Tshwane i Sydafrika inte minskade antalet inbrott, utan istället underlättar kriminell verksamhet. För både grindsamhällena och områdena runt dem visade sig antalet inbrott vara fyra gånger högre än för andra delar av Tshwane.
Bostadsforskaren Peer Smets från Vrije Universiteit Amsterdam menar att grindsamhällen kan öka rädslan för brott: "När väl dessa över- och medelklassinvånare är 'inhägnade' mot otrygghet, tenderar deras känsla av bristande säkerhet att växa." Antropologen Rich Benjamin argumenterade 2012 för att mentaliteten i grindsamhällen var bidragande till dödsskjutningen av Trayvon Martin, eftersom "grindsamhällen driver på en ond cirkel genom att locka likasinnade invånare som söker skydd från utomstående och vars fysiska avskildhet sedan förvärrar grupptänkande och paranoia mot utomstående."

### Segregation
En återkommande kritik är att grindsamhällen bidrar till social och ekonomisk segregation genom att skapa barriärer mellan olika samhällsgrupper. Bostadsforskaren Martin Grander argumenterar att ett samhälle som bygger grindsamhällen har gett upp tanken att skapa jämlika levnadsvillkor genom fysiska och sociala insatser: "Att bygga gated communities är ju att bygga för segregation – inte mot den".
Grindsamhällen finansieras och underhålls ofta av en gemensam förening med välbeställda medlemmar. Därför kan grindsamhällen ofta ha bättre infrastruktur jämfört med andra områden. Enligt professor Göran Cars på KTH kan just erbjudandet av sådana tjänster leda till utarmning av service i närliggande bebyggelse, samt att personerna innanför grindsamhället känner sig mindre benägna att betala skatt.

## Exempel i Sverige
Termen grindsamhälle i sig är belagd sedan år 1999. Tidigare har även ordet grindstad förekommit, men på senare tid har just grindsamhälle tagit över. Även den engelska termen gated community används i Sverige.
Grindsamhällen är ovanliga i Sverige. Dels för att Sverige har en tradition av öppenhet och en stark välfärdsstat, men också för att allemansrätten ger alla rätt att passera genom privatägd mark som inte är trädgårdar eller avspärrad av särskilda skäl.
Sedan år 2000 har i media debatterats att vissa bostadsområden i Malmö skulle vara början på en utveckling av svenska grindsamhällen, då de med stängsel och låsta grindar inhägnat de gemensamma ytorna som skydd mot problem med våld, skadegörelse, obehöriga missbrukare etc, däribland det centralt belägna området Lugnet. Även senior- och livsstilsboendet Victoria Park i södra Malmö har av kritiker kallas för grindsamhälle i media. Även om S:t Eriksområdet i Stockholm saknar grindar, murar, och liknande skyddsportaler, så har dess kritiker frågat om det var början till att grindsamhällen etableras i Sverige. Ett annat område är projektet Strandudden i Gnosjö kommun. Det marknadsförs bland annat som "Sveriges första grindsamhälle". Innanför området, som är 20 hektar stort, ska det förutom 150 bostäder även finnas "lekplats, spa, boulebana och privat badplats".